# Baianese
Le Baianese est un territoire de la province d'Avellino, en Italie, qui se trouve géographiquement dans l'Agro nolain.

## Les communes du Baianese
Le Baianese est formé par six communes : Baiano (dont le territoire tire son nom), Avella, Mugnano del Cardinale, Quadrelle, Sirignano et Sperone.

## Emplacement des communes
Le Baianese se trouve dans la partie occidentale de la province d'Avellino, près de celle de Naples (Naples est à 32 km) et géographiquement il fait partie de l'Agro nolain. La plupart du territoire se trouve en plaine (au contraire du reste de sa province qui a un relief plus montagnard).

## Proximité des communes
Le Baianese a une particularité par rapport au reste de la province d'Avellino : alors que dans l'Avellinese voisin les villes sont éloignées les unes des autres (parfois la distance entre deux villes arrive même à 10 km), les communes de Baianese sont unies entre elles, formant ainsi une sorte d'unique agglomération qui compte environ 25 000 habitants. Cette particularité est essentiellement due à sa situation en zone de plaine, à la différence du reste de sa province, principalement montagnarde.

## La langue
Dans le Baianese on ne parle pas l'« irpino » (la langue de la province d'Avellino), mais le napolitain, la langue de la province de Naples voisine du territoire.